# 長慶院 (三折全友室)
長慶院（ちょうけいいん、? - 寛永元年（1624年）8月）は、安土桃山時代から江戸時代初期にかけての女性。

## 経歴
父は杉原定利、母は朝日殿。兄に木下家定、妹にねね（高台院、豊臣秀吉室）とやや（長生院、浅野長政室）がいる。
生年は不詳だが、兄の家定が生れたのが天文12年（1543年）なので、それ以降の生まれと考えられる。また妹の高台院の生年には諸説あるもののその下限が天文18年（1549年）と考えられるため、くまの生年は1540年代半ばの辺りと推測される。
医者の三折全友に嫁いだ。
慶長5年（1600年）に、開祖を東漸宗震として妙心寺に塔頭の長慶院を創建した。妹の高台院の帰依も受けていた。
寛永元年（1624年）8月に、豊国廟の社僧・梵舜のもとに高台院とともに祈祷の礼を届けたことが文献に見える最後の記述で、同月死去。戒名は長慶院殿寮嶽寿保大姉。妙心寺に肖像画や遺品が残る。
高台院もこの1か月後に死去している。